# テスピオス
テスピオス（古希: Θέσπιος, Thespios）は、ギリシア神話の人物である。ボイオーティアのテスピアイの王で、アテーナイ王エレクテウスの子、あるいは子孫。アルネオスの娘メガメーデーとの間に50人の娘をもうけ、娘たちはみなヘーラクレースの子を生んだとされる。

## 神話
少年ヘーラクレースは竪琴の師であったリノスを殺したため、父アムピトリュオーンの牧場で育てられた。しかしキタイローンに棲む獅子がアムピトリュオーンやテスピオスの家畜を殺したため、ヘーラクレースは18歳のとき獅子を殺そうと考えてテスピオスのところにやって来て滞在した。するとテスピオスの娘たちはみなヘーラクレースに恋したため、テスピオスは毎晩1人ずつヘーラクレースの部屋に通わせた。ヘーラクレースは彼女たちを1人の女と勘違いして全員と交わり、その結果彼女たちはみなヘーラクレースの子を身ごもった。その後ヘーラクレースはキタイローンの獅子を退治し、その皮をまとった。
またテスピオスは、ヘーラクレースが狂気してメガラーの子供たちを殺したときにその罪を浄めた。
後にヘーラクレースはテスプローティアーのエピュラーを征服したとき、テスピオスに使者を送り、テスピオスの娘たちとの間に生まれた50人の子供たちのうち7人を自分のところに、3人をテーバイに送り、残りの40人をサルディニア島に送って都市を建設させるよう言った。シケリアのディオドロスによればヘーラクレースは神託によってテスピオスの孫たちをサルディニア島に移民させるよう命じられた。そこでヘーラクレースはイオラーオスを彼らの指導者とし、また子供たちのうち2人をテーバイに、7人をテスピアイに残した。残った者はイオラーオスとともにサルディニア島に渡り、島民との戦争に勝利して土地を分け合った。こうしてテスピオスの子孫たちはそれぞれテーバイ、テスピアイ、サルディニア島で後代まで重要な地位を占めたが、サルディニア島に渡った者たちは後にイタリアのクマエー付近に移住したという。